# Adam Laxalt
Adam Paul Laxalt (nacido el 31 de agosto de 1978) es un abogado y político estadounidense que se desempeñó como Fiscal general de Nevada desde 2015 hasta 2019. Perteneciente al Partido Republicano, se desempeñó como teniente en la Armada de los Estados Unidos. Laxalt fue elegido procurador general de Nevada en 2014. Fue el candidato republicano para gobernador de Nevada en las elecciones de 2018. Actualmente se presenta a Senador en representación de Nevada